# SN 2002kp
SN 2002kp – supernowa odkryta 3 listopada 2002 roku w galaktyce A021708-0502. W momencie odkrycia miała maksymalną jasność 23,80m.